# Narope panniculus
Narope panniculus är en fjärilsart som beskrevs av Hans Ferdinand Emil Julius Stichel 1904. Narope panniculus ingår i släktet Narope och familjen praktfjärilar. Inga underarter finns listade i Catalogue of Life.